# Pasmo Sumultińskie
Sumultinskij chriebiet (ros. Сумультинский хребет, część południowa nosi nazwę Sumultinskije Biełki ros Сумультинские Белки) – pasmo górskie w Rosji, w częściach północno-wschodniej i centralnej Republiki Ałtaju. Szczytami pasma wiedzie granica administracyjnych rejonów czojskiego, ułaganskiego, ongudajskiego i turoczackiego. To jedno z najdłuższych pasm górskich Republiki Ałtaju. Jego średnie wysokości wzrastają z północy (ok. 900 m n.p.m.) na południe (ok. 2500 m n.p.m.). Znajdujące się w południowej części pasma najwyższe wzniesienie (2756,2 m n.p.m.) nie posiada nazwy oficjalnej.

## Charakterystyka fizyczno-geograficzna
Szczyty północnej części grzbietu są niewysokie i całkowicie pokryte lasem, w pozostałej części pasma są bezleśne. Tu przeważają brzoza, jodła i sosna syberyjska. W południowej części lasów mało, są położone nad brzegami rzek i porośnięte modrzewiem i sosną syberyjską. Mniej więcej w połowie Pasma Sumultińskiego, koło szczytu 2666 m, mocno na północ odchodzi krótkie (20 km), ale wysokie (2700 m) pasmo Tongosz.
Na zboczach Pasma Sumultińskiego biorą swój początek rzeki Ujmień, Czebdar i inne. W pobliżu znajdują się duże jeziora: Ujmień i Sałkieł.
Przez pasmo nie prowadzą drogi samochodowe, ścieżki występują tylko w dolinach rzek, między wsią Ujmień i górą Sorotu (853 m) w północnej części pasma, a także w rejonie góry Turga (2215 m) w części środkowej.

## Turystyka
Pasmem poprowadzono kilka szlaków pieszych, konnych i narciarskich. W czasach radzieckich w tych miejscach przechodził Wszechzwiązkowy Szlak Turystyczny nr 77, mający 3. kategorię trudności i będący najtrudniejszym wytyczonym szlakiem w ZSRR i jednocześnie kultowym szlakiem pieszym Górnego Ałtaju.